# ВЛ40М
ВЛ40М (Владимир Ленин, 4-осный, 0 — однофазный, модернизированный) — грузопассажирский односекционный четырёхосный двухкабинный электровоз переменного тока 25 кВ 50 Гц, созданный на Атбасарском электровозоремонтном заводе путём глубокой модернизации секций электровозов ВЛ80 в одиночные двухкабинные электровозы для железных дорог Казахстана по аналогии с украинской cерией ВЛ40У.
Модернизировано не менее 22 электровозов.

## Конструкция
Электровозы создавались путём модернизации отдельных экземпляров двухсекционных электровозов серии ВЛ80С и  ВЛ80Т с разделением на автономные двухкабинные секции. В ходе модернизации от исходных электровозов остались преимущественно только часть кузова в виде рамы и боковых стен и тележки, которые прошли доработку. Оригинальная кабина и задняя часть секции ликвидировались, и вместо них устанавливались две новые более обтекаемые кабины машиниста, оснащённые современными пультами управления. В машинном отделении проводилась полная перекомпоновка электрооборудования, которое также заменялось на новое. На крышах электровозов возле каждой кабины устанавливалось по одному токоприёмнику, таким образом число токоприёмников на каждой секции увеличилось в два раза в целях резервирования на случай поломки одного из них. В результате модернизации срок службы локомотивов продлялся на 20 лет.

## Нумерация

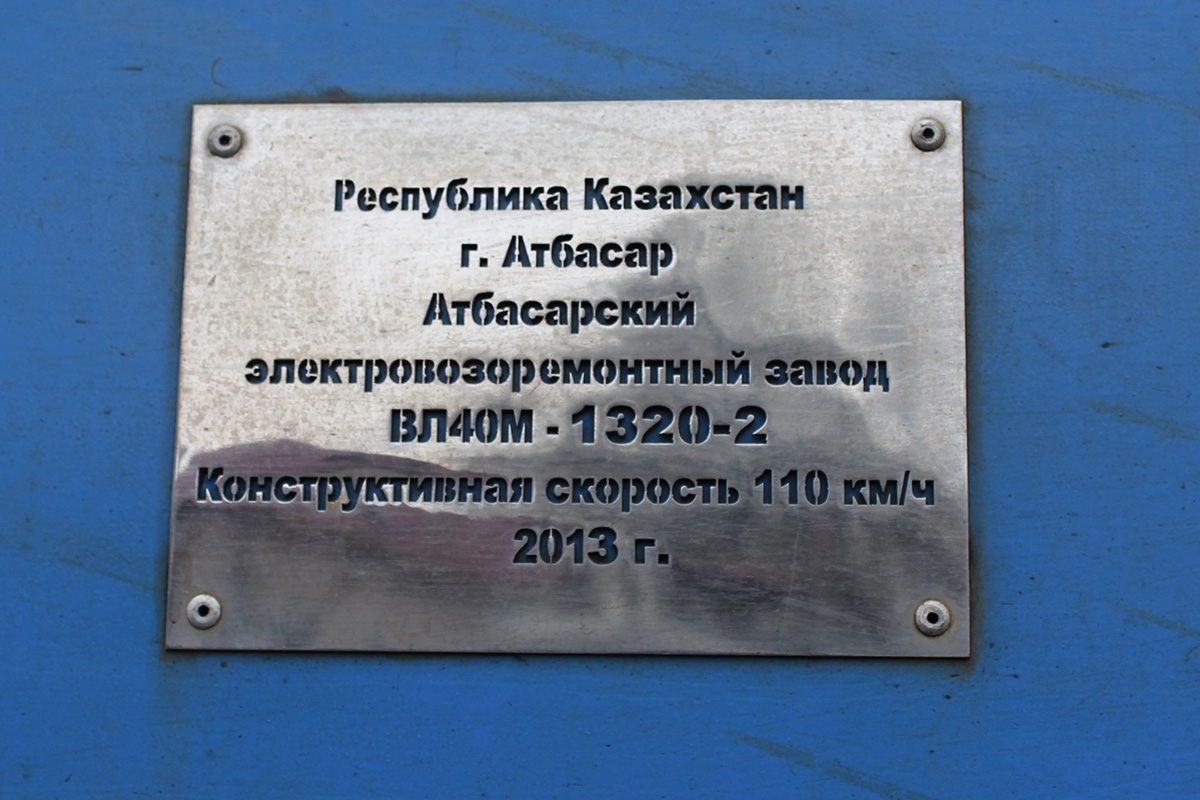
Заводская табличка электровоза

После модернизации локомотивы сохранили свои исходные номера, но при этом в дополнение к основному номеру через дефис дополнялся номер секции (1 или 2). Например, один из первых электровозов серии (ВЛ40М-210-1) модернизирован в 2012 году переоборудованием секции электровоза ВЛ80С-210. Впоследствии не менее 10 электровозов были перенумерованы со сдвигом по разряду таким образом, что первая цифра исходного четырёхзначного номера убиралась, вторая, третья и четвёртая цифра номера становились первой, второй и третьей соответственно, а добавочная цифра, обозначающая номер секции, становилась четвёртой, при этом отделяющий её от основного номера дефис убирался, то есть номер вида AXYZ-S преобразовывался в номер вида XYZS. Например, модернизированные из ВЛ80Т-1320 электровозы ВЛ40М-1320-1 и ВЛ40М-1320-2 были перенумерованы в 3201 и 3202 соответственно.
Но также в серии присутствует неизвестный электровоз, был модернизирован из неизвестного ВЛ80Т в феврале 2013 года, с завода поступил в депо Астана (ТЧЭ-1) Казахстанской железной дороги.

## Эксплуатация
Электровозы приписаны к депо Арыс, Астана, Шу, Караганда, Екибастуз, Жана Есиль и эксплуатируются на Казахстанской железой дороге с грузовыми, пассажирскими и хозяйственными поездами.

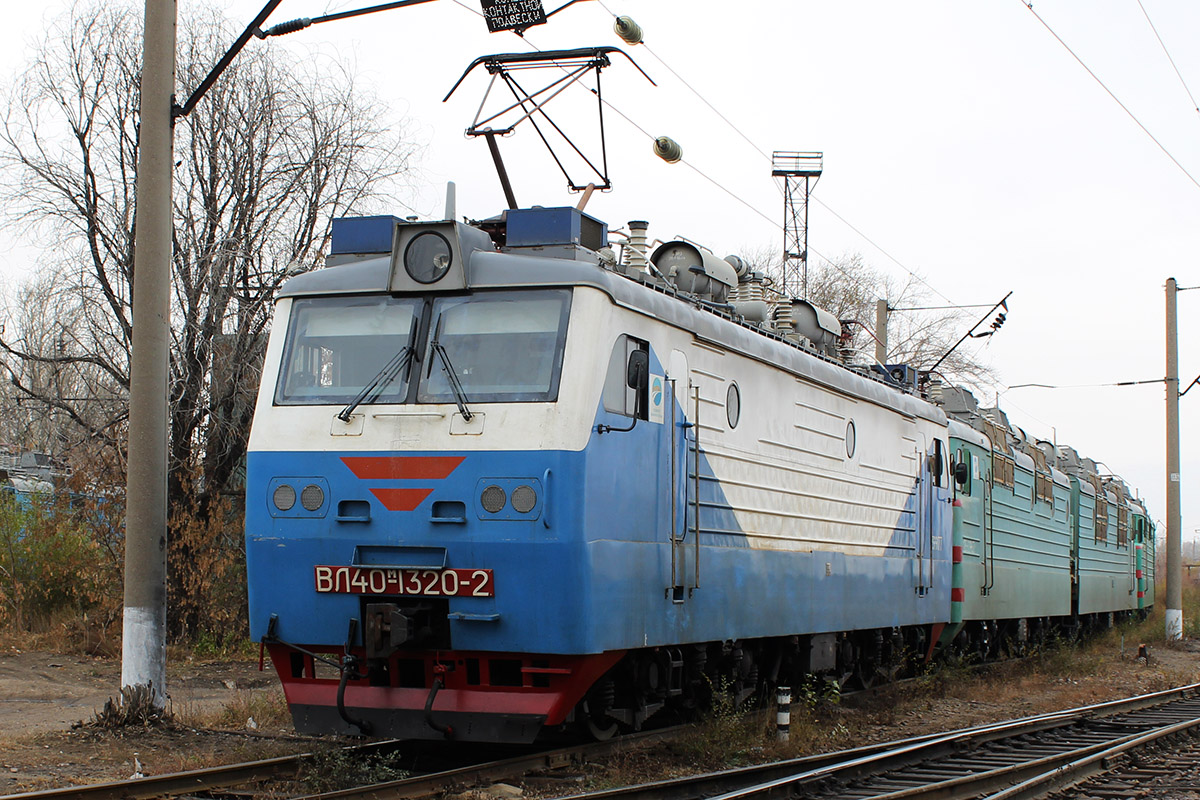
ВЛ40М-1320-2 со сплоткой ВЛ80
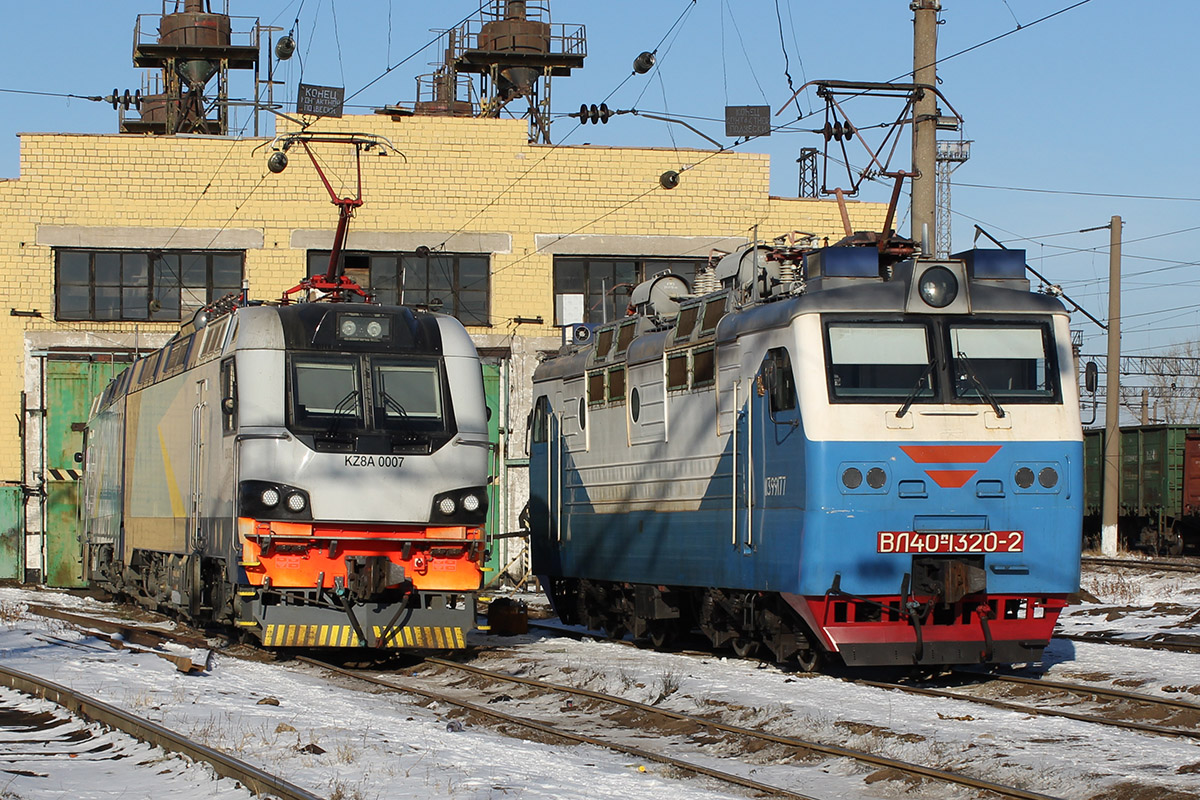
KZ8A-007 и ВЛ40М-1320-2
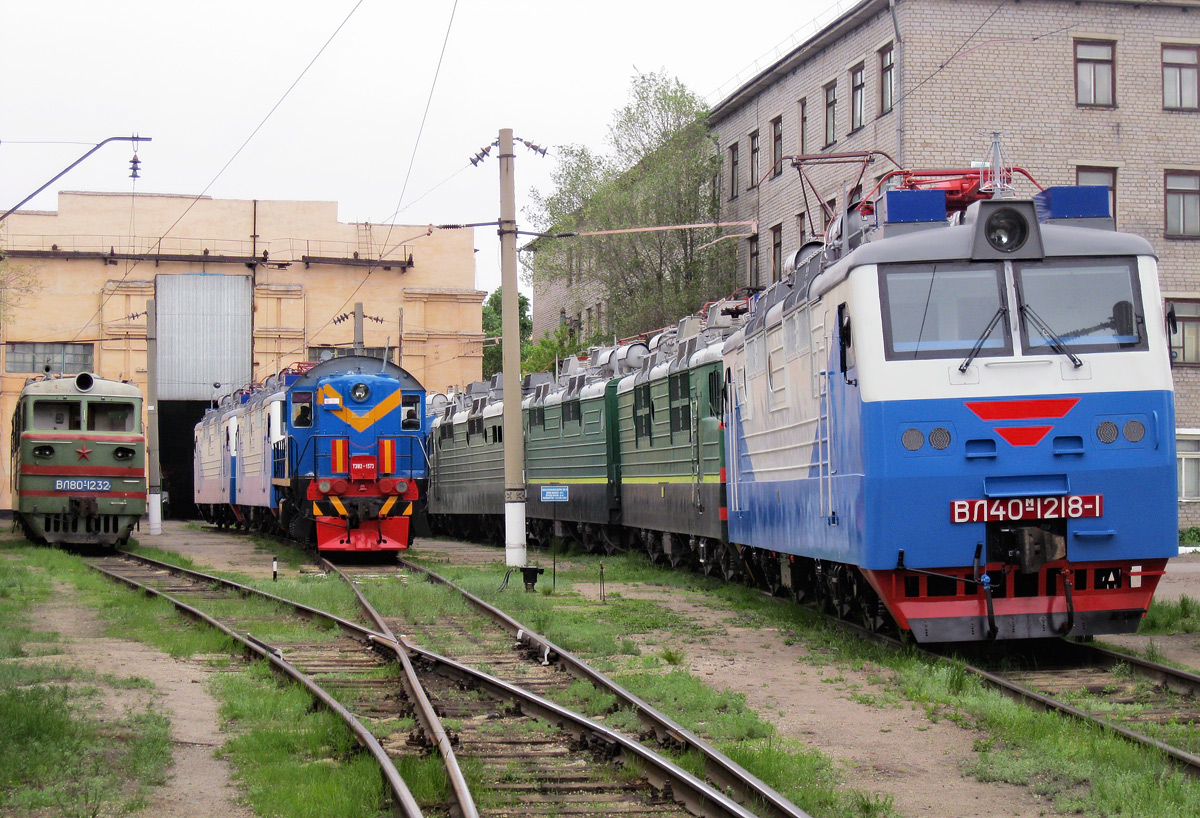
ВЛ40М-1218-1 со сплоткой ВЛ80, ТЭМ2-1573 со сплоткой ВЛ40М и ВЛ80Т-1232 на Атбасарском электровозоремонтном заводе